# Écocitoyenneté
L'écocitoyenneté est un terme qui constitue un néologisme formé d’écologie et de citoyenneté. Cela fait référence à la conscience écologique d'appartenir à un environnement (terre, continent, ou pays selon l'échelle) qui garantit son existence, ce qui implique pour lui des droits et des devoirs par rapport à un territoire. Par exemple : le droit de jouir d'un environnement sain et le devoir de ne pas le polluer pour conserver cet environnement sain.
Ce mot-valise renvoie au terme grec oïkos (maison, habitat, milieu de vie) et à la citoyenneté, mais de manière participative et politique, afin de protéger ensemble un intérêt général et la cité publique. Selon Lucie Sauvé, une sommité dans le domaine de l'éducation relative à l'environnement, l'écocitoyenneté est envisagée comme "une citoyenneté critique, compétente, créative et engagée, capable et désireuse de participer aux débats publics, à la recherche de solutions et à l’innovation écosociale". Cette écocitoyenneté se structure sous la forme de trois compétences : la compétence critique, la compétence éthique et la compétence politique.

## Dimension politique
L'écocitoyenneté renvoie à la sphère politique de notre rapport à l'environnement. Elle ne se définit pas par des comportements ou des gestes préétablis et non réfléchis. Elle est au contraire construite lors d'actions communautaires partagées ayant des visées politiques et éthiques. L'écocitoyenneté agit en tant que processus de construction identitaire, autant individuel que collectif et alliant les intérêts des humains et des non-humains. Ce processus identitaire, comme toute identité, est en mouvance selon l'évolution du contexte.
L'utilisation du suffixe « citoyen » dans le terme d'écocitoyenneté renvoie à plusieurs aspects de la citoyenneté. Celle-ci est premièrement la caractéristique qui réunit un groupe de personnes dans une même organisation politique d'une société, ou communauté politique. L'écocitoyen appartient à une entité globale, l'environnement, mais celle-ci est moins évidente dans les représentations sociales que pour le cas de la citoyenneté. Ainsi, la « sensibilisation » à l'environnement et au développement durable qui ne contribue pas à la prise de conscience des individus de leur relation sociale à l'environnement. La citoyenneté manifeste aussi la possibilité pour les citoyens d'agir sur la décision publique, à travers leurs représentants. Dans les sociétés ouvertes, les décisions en matière d'environnement sont difficiles à appréhender, car les acteurs sont multiples et les « représentants » des écocitoyens n'ont pas de réalité homogénéisées.
Chaque écocitoyen a les moyens d’assurer un développement durable par ses actions quotidiennes (ex: consommation), ou d'en défendre l'idée auprès des autorités (vote, pétitions... etc). C’est-à-dire un développement qui répond aux besoins du présent sans compromettre ceux des générations futures, qui préserve la vie humaine et les écosystèmes, car l'un et l'autre sont intimement liés.

## Dimension critique et éthique
La compétence critique fait appel à la capacité de s’interroger sur les rapports de pouvoirs au sein de notre société . Elle vise l’intégration d’un ensemble variée de connaissances permettant de comprendre la complexité des enjeux environnementaux tout en la pluralité des raisonnements . Cette compétence se développe à travers la recherche, le traitement et la validation de l’information, la construction d’un argumentaire et le débat . En ce qui concerne la compétence éthique, celle-ci fait référence à la capacité d’identifier les systèmes de valeurs environnementales qui soutiennent différents discours ou acteurs œuvrent d’une manière ou d’une autre au sein des questions environnementales . Encore plus important, la compétence éthique fait également appel à sa capacité de comprendre ou d’analyser notre propre système de valeurs. Cette compétence fait référence à la cohérence entre le discours et l’agir, elle permet « d’assumer et de participer de façon consciente et éclairée aux débats publics » .

## Historique du concept d'écocitoyenneté
Le concept d'écocitoyenneté est né du champ de l'éducation relative à l'environnement (ERE) dans les années 1970.
Par ailleurs, le concept d'écocitoyenneté est apparu à la fin du XXe siècle en matière d'environnement, notamment dans le discours des politiques publiques et en politique environnementale.
Ce terme est aussi appelé « citoyenneté environnementale », « citoyenneté écologique », « green citizenship » et « sustainability citizenship ».